# بريقع
بريقع هي إحدى القرى اللبنانية من قرى قضاء النبطية في محافظة النبطية.

## أصل التسمية والمعنى
- الاحتمال الأول: اسم مركب من جزءين تحريف “bet rqi ah” من الفينيقية الجزء الأول “bet” ويعني: مكان وبيت ومحلة والجزء الثاني “rqi ah” ويعني الممتدّة والمنبسطة، فيكون المعنى: المكان أو المحلة الممتدّة المنبسطة.
- الاحتمال الثاني: اسم مركّب من جزءين “bar yaq” من السريانية والآرامية الجزء الأول “bar” ويعني: ابن والجزء الثاني: “yaq” اسم علم ويعني الطائع والخاضع.
- الاحتمال الثالث: بريقع تصغير لكلمة بريقع، اسم فينيقي، حُرِف إلى بريقع … قرية في إقليم التفاح.
- الاحتمال الرابع، يروي إنه كان في هذه المنطقة ملك اسمه “بر” ماراً في هذه المنطقة فوقع عن صهوة جواده، فذاع صيت هذه الحادثة، حتى قيل برٌ يقع؟… فسميت بريقع.
- يقول السيد محسن الأمين في كتابه خطط جبل عامل: (إن اللفظ تصغير برقع).
- في «معجم» فريحة: (الأرجح انه تحريف لفظ فينيقي قديم «بيت ركاعة» وهو المكان أو المحلة الممتدة. والرقيع في العبرية هو «السماء». كذلك كان يطلق على هذا المكان في العهد المملوكي «دير برقع»).

## آثارها
- في محلة «جل المغارة» شرق البلدة يوجد كهف قديم العهد
- في محلة تدعى «مغاير الجاموس» شرق شمال البلدة يوجد بعض المغاير المدفنية الصغيرة.
- محلة «الصومعة» غرب جنوب البلدة وفيها بقايا قصر «اليالوشي» وهو أحد أتباع الشهيد الأول في العهد المملوكي (القرن الرابع عشر) وقد استخدمت حجارته في بناء بعض منازل القرية القديمة. كذلك يوجد بعض آبار المياه المحفورة في الصخر.
- كما يوجد في شرق البلدة بقايا أسس لبناء قديم العهد من الحجارة الضخمة.
- كذلك يوجد ثلاث مطاحن قديمة تعود إلى مائتي عام ويملك إحداها «آل عسيران» وتدعى المطحنة. وهي تقع في واد شرق البلدة بشكل متتابع وكانت تدار سابقاً بواسطة مياه نبع القصيبة الشهير المجاور للبلدة، أما المطحنة الوسطى فشرع الاستاذ المحامي محمد احمد طالب سعد بإقامة مشروع تراثي بيئي عليها، وهو عبارة عن مدرج بين صخور الوادي وعلى ضفته اليمنى لإقامة الندوات الثقافية، ورمم المطحنة: القديمة وأضاف عقودا حجرية جميلة وزرع النصوب المختلفة، وذلك اعتباراً من العام 1996م.

## معلومات جغرافية عن البلدة
- تقع بلدة بريقع في قضاء النبطية، على بعد 12 كلم عن مدينة النبطية مركز المحافظة، يحدها شرقاً بلدة القصيبة، وغرباً بلدة الزرارية، وشمالاً بلدة عبا وأنصار، وجنوباً بلدة صير الغربية.
- ترتفع عن سطح البحر 300 مترا.
- مساحتها 5620 دونم.
- تبعد عن العاصمة بيروت 78 كلم.
- الطرق المؤدية إليها: النبطية شوكين عدشيت القصيبة.

تزدهر بلدة بريقع بزراعة التبغ، والخضارعلى أنواعها.

## سكانها وعائلاتها
ويبلغ عدد سكان سكان بريقع حوالي (3000) نسمة، وعدد الناخبين حوالي (1300) ناخب حسب لوائح شطب وزارة الداخلية.
وكان أكثر من نصف مساحتها العقارية ملكا لآل ابيلا من صيدا، ثم انتقلت إلى آل جمول وياسين وشعيب والعائلتان الأخيرتان لم يعد لهما وجود في البلدة.
عائلاتها: سعد, مراد,حجيج, قاسم, ضامن, عصفور, فحص, ابو حمد ,جبريل ,حريبي,حساوي, خريباني, بكري, عزالدين, حاوي, حجازي (القنطرة)

## أحياؤها
حي الحسينية، حي الضيعة، حي البير، حي المعقب، البرج، حي البياض.

## الحالة العلمية والاجتماعية والثقافية
قدم إلى البلدة في مطلع العشرينيات السيد شريف (من بلدة جناتا) لتعليم مبادئ اللغة والقرآن. وفي فترة الثلاثينيات قدم كل من: الشيخ أسد الله ريحان، ثم ابنه الشيخ خليل من بلدة كفر صير المجاورة. وعمل الشاعر عباس حرقوص «الحاروفي» أيضاً في جامع البلدة في العام 1948م.
بدأت المدارس الرسمية في البلدة العام 1958م ودرس عدد من المعلمين المنفردين في غرف مستأجرة (1965م) واكتملت المرحلة الابتدائية في مطلع السبعينيات وكانت أول دفعة بريفيه في العام الدراسي 1979 /1980م.

## البلدية
أنشئت البلدية في بريقع سنة 2004 ميلادي وكانت برئاسة حسن جميل سعد، ويتألف المجلس البلدي من اثني عشر عضواً.

## الجمعيات والأندية في بريقع
- منتدى البيت الريفي (1976-1982): كان هذا المنتدى بمثابة واجهة للقوميين السوريين للإطلالة على الشباب واستيعابهم في صفوفهم، فانتهى هذا المنتدى في 1982 مع دخول الجيش الإسرائيلي إلى لبنان، ومن نشاطاته ندوات ثقافية، فرقة دبكة (فلكلور)، دورات محو أمية، وفريق رياضي لكرة الطائرة وكان حسن جميل سعد رئيساً له.
- نادي الأخوة الرياضي: عرف هذا الفريق الرياضي نجاحات في كرة القدم. وكان هذا النادي بمثابة نافذة للبعثيين لاستيعاب الشباب واستمالتهم لهم. انتهى حضور النادي عملياً في 1982 تاريخ الاجتياح الإسرائيلي للبنان.
- الرابطة الثقافية الإسلامية: وكان وراءها حركة أمل، لتأطير الشباب واستمالتهم، فاعتمدت على المحاضرات الدينية، والحضور في المسجد للتعبئة الروحية، إلى جانب ذلك كان لها عملاً رياضياً، عبر إقامة فريق كرة طاولة. ولم تدم الرابطة طويلاً لوجود أطر أخرى للتعبير السياسي.
- اتحاد الشباب الجامعي (1985-1986): مجموعة من الشباب الجامعيين، شكلوا فريقاً رياضياً لم يدم طويلاً، ولكن الجدير ذكره بأنه المحاولة اليتيمة التي لم يكن لها طابع سياسي وربما كان ذلك هو السبب بذهابه مبكراً.
- النادي الثقافي الاجتماعي (1993): هو أول نادي ثقافي اجتماعي رسمي مرخص قانونياً، وهو ذا اتجاه سياسي معين (القوميون)، ما حدا بوجود مشاكل في المراحل الأولى بعد تأسيسه فدار ما دار من لغط حوله. يسجل لهذا النادي استمراره بإقامة ندوات فكرية وثقافية باستمرار، وإقامة مخيمات صيفية أحياناً، وكان السيد حسن جميل سعد أول رئيس لهذا النادي ولسنوات طويلة.
- نادي الرسالة الرياضي (1997): هو أول نادي رياضي رسمي، وقد حقق هذا النادي حضوراً مميزاً لجهة تحقيق إنجازات رياضية مهمة على صعيد قرى الجوار والمنطقة، وقد لاقى هذا النادي دعماً كبيراً من الرئيس نبيه بري في العناية والرعاية.